# Константинова, Тамара Матвеевна
Тамара Матвеевна Константинова (12 марта 1917, Новгород — 15 декабря 2001, Великий Новгород) — историк, педагог, директор Новгородского историко-архитектурного музея (1944−1965), за успешное проведение эвакуации музейных ценностей в период Великой Отечественной войны награждена медалью «За доблестный труд в Великой Отечественной войне 1941—1945 гг.». Заслуженный работник культуры РСФСР. Её вклад в восстановление и сохранение исторического облика Новгорода высоко оценивали: русско-советский художник, реставратор И. Э. Грабарь, архитектор А. В. Щусев, художник и философ Н. К. Рерих, историк и археолог В. Л. Янин, писатель-журналист Р. А. Штильмарк.

## Биография
Родилась в Новгороде. Окончила исторический факультет Ленинградского государственного педагогического института им. А. И. Герцена.

### 1934−1944 годы
С 1934 года начала работу в Новгородском краеведческом музее — сначала как экскурсовод, а вскоре как научный сотрудник. С 1935 года была преподавателем истории в средней школе № 5 Новгорода и в вечерней школе для взрослых. Перед началом войны занимала должность заведующей исторического отдела музея. Под её руководством в предвоенные годы музей открывал новые экспозиции: «Торговля и ремесло Новгорода», «Культура древнего города».
В августе 1941 года эвакуировала коллекцию музея в Кировскую область. Благодаря стараниям музейных работников было спасено более 12 тыс. предметов — то есть почти всё, что имело художественную, историческую и материальную ценность. За это в 1946 году Константинова была награждена медалью «За доблестный труд в Великой Отечественной войне 1941—1945 гг.». В годы войны с августа 1941 года по октябрь 1943 года преподавала историю в средней школе села Полом Поломского района Кировской области. В октябре 1943 года отозвана из эвакуации в распоряжение Ленинградского областного отдела народного образования и назначена инспектором культурно-просветительной работы в Тихвине. В январе 1944 года назначена на должность директора Новгородского краеведческого музея.

### Директор Новгородского музея (1944—1965)
В первые же дни после освобождения Новгорода, в январе 1944 года, Константинова срочно командирована в Новгород. Перед ней были поставлены задачи по проведению аварийно-ремонтных работ, консервации и надзору за памятниками архитектуры, требующими полного или частичного восстановления, возвращение эвакуированных коллекций и поиск утраченных ценностей, а также скорейшее восстановление работы музея в полном режиме, включая создание новых экспозиций и прием посетителей. С первых же дней после назначения она была включена в состав нескольких государственных комиссий, занимавшихся определением ущерба, нанесенного войной городу и окрестностям. В период с января по май 1944 года Тамара Матвеевна являлась членом областной комиссии при Чрезвычайной Государственной комиссии по установлению и расследованию злодеяний немецко-фашистских войск.

#### Восстановление памятников архитектуры
Итогом работы одной из комиссий стал утвержденный уже в мае 1944 года план по осуществлению срочных противоаварийных мероприятий на 23 памятниках архитектуры Новгорода. Ответственность за выполнение этих работ была возложена на Управление новгородского музея, в лице его директора — Константиновой Т. М. Совместно с вновь организованным областным управлением по делам архитектуры, возглавленным мужем Константиновой — архитектором Тишиным А. В. в городе были успешно организованы охранные и реставрационные мероприятия, позволившие уже к концу 1944 года провести первоначально необходимые аварийные работы на 19 из 23 запланированных объектов. Памятник тысячелетию России был восстановлен в рекордные сроки — 6 месяцев.

#### Реэвакуация музейных ценностей
При активном участии Тамары Матвеевны в первые послевоенные годы была проведена реэвакуация музейных ценностей, возвращены утраченные и вывезенные коллекции музея в том числе уникальная коллекция иконописи, а также начаты серьёзные реставрационные работы. К личной заслуге Константиновой можно отнести возвращение коллекции книг из библиотеки Софийского собора, вывезенной в период оккупации в Ригу. Весной 1945 года Константинова находилась в Риге для поиска вывезенных коллекций музея, где ей удалось обнаружить целый вагон книг, принадлежащих музею, и вскоре около 60 тысяч книг были возвращены в Новгородский музей. В ноябре того же года в Германии были обнаружены другие экспонаты, принадлежащие новгородскому музею. Так благодаря стараниям сотрудников музея в город вернулись многие сокровища из запасников новгородского музея, например икона с иконостаса Софийского собора (Пётр и Павел, XII век), «царское место» и «патриаршее место».

#### Возобновление деятельности музея
Если перед началом войны экспозиционная площадь музея составляла около 3 тысяч м², а в первые месяцы после освобождения музею были переданы две комнаты общей площадью 60 м², то к концу 1945 года площадь музея уже составляла 540 м² и располагалась в зданиях Грановитой палаты, Софийского собора и Никитского корпуса. И уже в 1946 году первая послевоенная экспозиция, подготовленная историческим отделом была открыта для посетителей. Позже Константинова добилась передачи части здания Присутственных мест в Кремле, где и по сей день размещаются основные залы Новгородского Историко-художественного музея-заповедника. Её стараниями в музее была открыта уникальная в своем роде экспозиция древнерусского искусства и иконописи, высоко оцененная специалистами. Эта экспозиция послужила основой для современной экспозиции, открытой для посетителей в Новгородском музее в наши дни. В 1958 году под руководством Константиновой краеведческий музей реорганизован в историко-архитектурный и историко-художественный музей-заповедник республиканского значения. В 1965 году Тамара Матвеевна получила звание «заслуженный работник культуры РСФСР».

#### Научная работа
При активном участии Тамары Матвеевны в первые послевоенные годы были возобновлены археологические раскопки, начаты серьёзные реставрационные работы, возобновлено издание краеведческой литературы и публикации Новгородского исторического сборника. Организаторская и управленческая работа отнимала почти все время, но несмотря на это Константинова активно занималась исследовательской деятельностью. После войны именно она стала первым автором путеводителя по Новгороду, а также научных статей и очерков по археологии и истории города Новгорода.
В 1961 году была переведена на должность заместителя директора по научной работе. В 1967 году оставила музей. После ухода из музея Тамара Матвеевна совместно с мужем Тишиным А. В. и сыном Тишиным М. А. работала над книгой по истории Новгорода средних веков, но книга так и осталась незаконченной.
Ушла из жизни 15 декабря 2001 года.